# He Wenna
He Wenna (em chinês simplificado: 何雯娜, pinyin: Hé Wénnà) (Longyan, 19 de janeiro de 1989) é uma trampolinista chinesa campeã olímpica em 2008.